# Venticano
Venticano es un municipio italiano situado en la provincia de Avellino, en Campania. Tiene una población estimada, a fines de mayo de 2024, de 2304 habitantes.

## Demografía
| Gráfica de evolución demográfica de Venticano entre 1861 y 2024 |
|                                                                 |
| Fuente: ISTAT - Elaboración gráfica de Wikipedia                |